# Clarsach Glacier
Clarsach Glacier är en glaciär i Antarktis. Den ligger i Västantarktis. Argentina, Chile och Storbritannien gör anspråk på området. Clarsach Glacier ligger 709 meter över havet.
Terrängen runt Clarsach Glacier är huvudsakligen kuperad, men den allra närmaste omgivningen är platt. Terrängen runt Clarsach Glacier sluttar söderut. Trakten är obefolkad. Det finns inga samhällen i närheten.